# Stimme Koreas
Stimme Koreas (ehemals Radio Pjöngjang) ist der Auslandsrundfunk von Nordkorea. Er sendet Rundfunkprogramme in koreanischer, chinesischer, deutscher, spanischer, englischer, französischer, russischer, japanischer und arabischer Sprache.

## Geschichte
Der Sender wurde um 1950 gegründet und strahlte zunächst nur Programme in koreanischer Sprache aus, die für Südkorea bestimmt waren. Mit der Zeit wurde das Programm um weitere Sprachen (zuerst Japanisch und Englisch) erweitert. Deutschsprachige Sendungen gibt es seit dem 11. Januar 1983.
Bis zum 16. Februar 2001 (dem 59. Geburtstag von Kim Jong-il) war die Stimme Koreas Teil des Auslandsrundfunksenders Radio Pjöngjang (kor. P'yŏngyang Pangsŏng) und firmierte so auch unter dessen Namen. Das koreanischsprachige Programm der dem Namen nach selbständigen Stimme Koreas besteht heute aus Übernahmen der Sendungen von Radio Pjöngjang sowie des inländischen Zentralrundfunks Korean Central Broadcasting Station. Radio Pjöngjang heißt heute der ausschließlich koreanischsprachige Teil des nordkoreanischen Auslandsrundfunks.
Wie alle Radio- und Fernsehsender Nordkoreas untersteht auch die Stimme Koreas dem staatlichen Rundfunk- und Fernsehkomitee der KDVR (kor. Chosŏn Minjujuŭi Inmin Konghwaguk Rachio Mich' T'ellepichyonbangsonguihŏnhoe).
Gesendet wird auf Kurzwellenfrequenzen, auf der Mittelwelle und digital unverschlüsselt über den Satelliten Thaicom 5 in DVB-S-Norm. Die von der Stimme Koreas genutzten Sendeanlagen, die vom nordkoreanischen Post- und Telekommunikationsministerium betrieben werden, stehen u. a. in Ch’ŏngjin (Mittelwelle 621 kHz, 500 kW Leistung), Pjöngjang (Kurzwelle, zehn Sender à 200 kW), Kujang (Provinz P’yŏngan-pukto) und Kanggye (jeweils fünf Sender à 200 kW).
Die Sendeinhalte sind geprägt von der offiziellen Staatspropaganda Nordkoreas. Ein bedeutender Teil des Programms bestand lange Zeit aus Lesungen aus den Werken des verstorbenen nordkoreanischen Präsidenten Kim Il-sung (etwa aus seiner Autobiographie Mit dem Jahrhundert).
Erkennungsmelodie des Senders ist, wie bei vielen anderen Hörfunksendern Nordkoreas auch, das Lied vom General Kim Il Sung. Zu Sendebeginn wird die Nationalhymne Nordkoreas gespielt. Danach folgen das Lied auf den General Kim Il-sung und das Lied auf den Heerführer Kim Jong-il.

## YouTube-Kanal
Bis 2019 bestand auch ein offizieller YouTube-Kanal des nordkoreanischen Senders unter gleichem Titel. Dort wurden jedoch die Nachrichtensendungen des staatlichen Fernsehens veröffentlicht und um Neujahrsgrüße u. a. auf Deutsch ergänzt. Mit dem Gipfeltreffen zwischen Kim Jong Un und Donald Trump in Singapur wurde dies jedoch eingestellt und der Kanal gelöscht.